# گشت (پلیس)

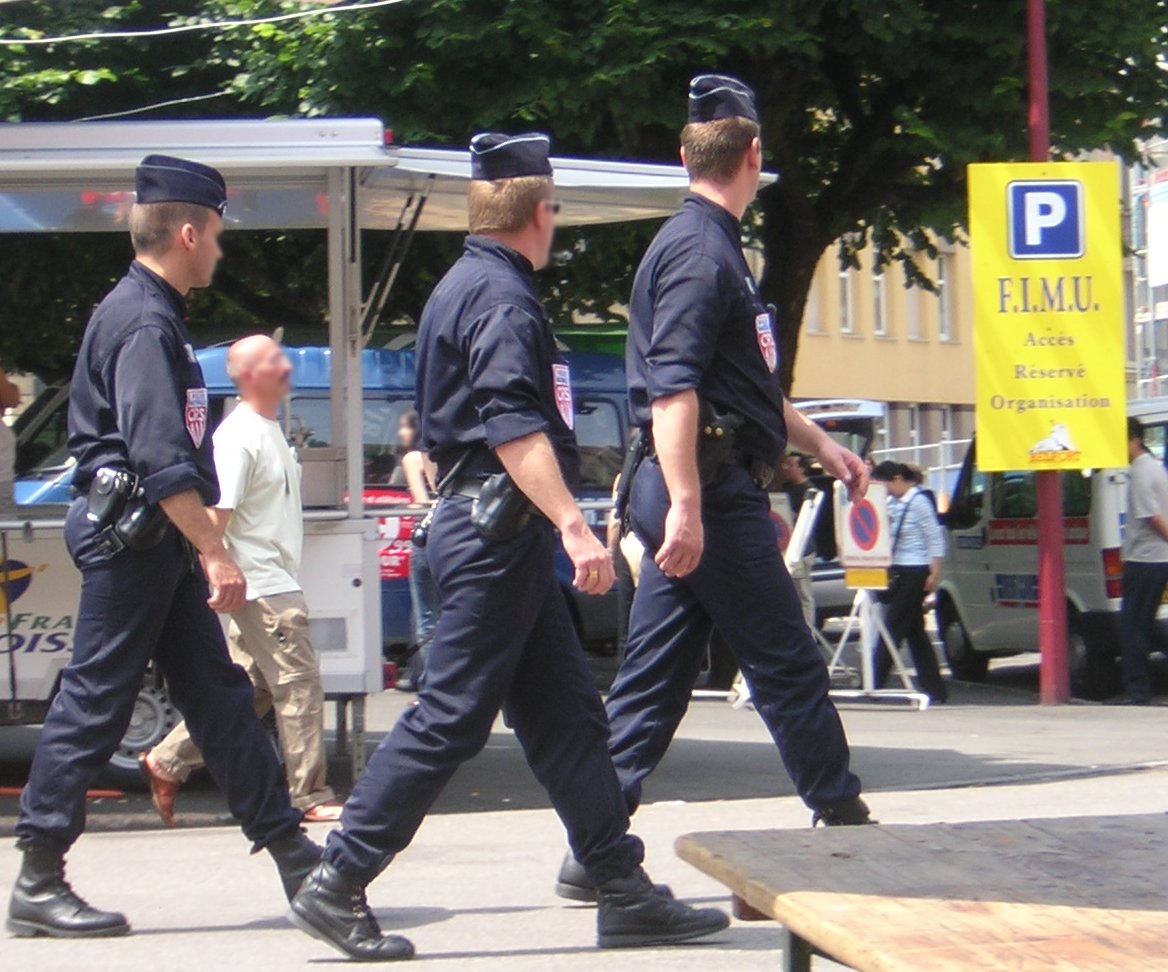
نیروهای پلیس فرانسه در حال گشت زنی

در فرهنگ پلیس به گروهی از افراد پلیس گفته می‌شود که وظیفه گشت زنی را بر عهده دارند.

به‌طور معمول افراد پلیس گشت، شهر را به مناطقی کوچک‌تر تقسیم کرده که نقشه‌های مناطق آن در دفاتر پلیس دیده می‌شود و این نیروها معمولاً هر ۴۵ دقیقه یا نیم ساعت به ایستگاه پلیس گزارش رادیویی می‌دهند.

در مناطق پر جمعیت تر، مناطق گشتی به ناحیه‌های کوچک‌تری تقسیم می‌شود.

برای کنترل نیروها در زمان گشت، افسران می‌بایست در زمان خاص و در محل خاصی حضور داشته باشند تا هم حسن انجام وظیفه آن‌ها مشخص شود و هم بتوانند در مورد مسائل مختلف با افسران ارشد صحبت کنند.

افسران گشت، از وسایل نقلیه‌ای مانند وسایل نقلیه موتوری یا دوچرخه استفاده می‌کنند.